# Conky
Conky je svobodný software pro X Window System, sloužící k monitorování systému a dostupný pro Linux, FreeBSD, a OpenBSD. Je vysoce konfigurovatelný a umožňuje sledovat mnoho systémových proměnných – jako je stav CPU, RAM, swapu, pevného disku, dále teplotu, procesy, síťová rozhraní, výdrž baterie, systémové zprávy, e-maily, aktualizace Arch Linuxu, mimo jiné dokáže sledovat stav populárních multimediálních přehrávačů (MPD, XMMS2, BMPx, Audacious, atd.), zobrazovat počasí, nebo aktuální zprávy. Conky je vykreslován přímo do X Window System, což umožňuje menší spotřebu systémových zdrojů.
Program nabyl popularity především mezi nadšenci Linuxu a BSD a byl označen časopisem Linux Magazine za jeden z nejlépe udržovaných a nejužitečnějších programů ve světě otevřeného softwaru.

## Historie
Conky byl vytvořen jako fork monitorovací aplikace Torsma. Tato aplikace sice již není udržována, ale své využití nachází v systémech, kde je kladen důraz na malé využití systémových zdrojů. Torsmo můžeme najít třeba na ploše roota v základní instalaci Live CD Damn Small Linuxu. Conky získalo své jméno po osobě z kanadského sitkomu Trailer Park Boys.

## Využití
Conky je dodáván v základu operačních systémů jako Pinguy OS, nebo CrunchBang Linux.
Přestože byl program Conky původně vytvořen pro monitorování systému, našel své využití i v oblasti sběru dat a zobrazování různých informací. Conky může být přenesen na prakticky jakýkoliv systém s GCC a implementací X11 a byl portovaný například na Nokii N900. Rozlišitelnost programu je potom zajištěna pomocí programovacího jazyka Lua.
Uživatelé vytvářejí a sdílí vlastní skripty, které jsou důkazem přizpůsobivosti a všestrannosti jeho fungování a vzhledu. Vlákno na fóru Ubunta obsahuje více než 2,000 konfiguračních skriptů, zaslaných příznivci po celém světě.

## Příklad použití
Jednoduché nastavení zobrazující aktuální čas počítače.
```
update_interval 30

own_window yes
own_window_type desktop

use_xft yes
xftfont DejaVu Sans:size=14

alignment bottom_right

TEXT
${time %H:%M}

```

Výchozí umístění konfiguračního souboru je $HOME/.conkyrc, nebo ${sysconfdir}/conky/conky.conf. Na většině systémů je "sysconfdir" /etc. Můžete zde nalézt i ukázkový soubor (/etc/conky/conky.conf).

## Snímky obrazovky

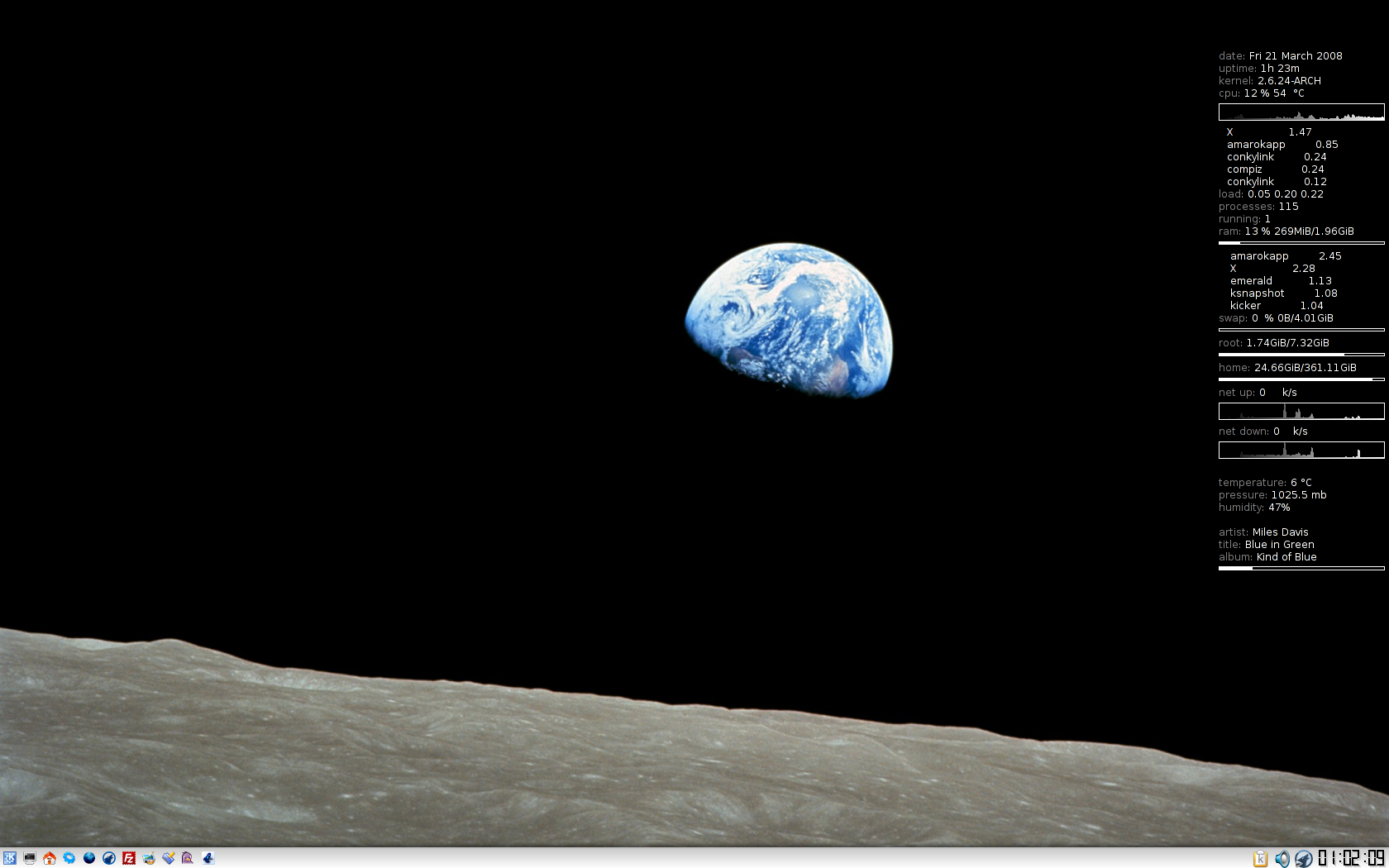
Conky na Arch Linuxu
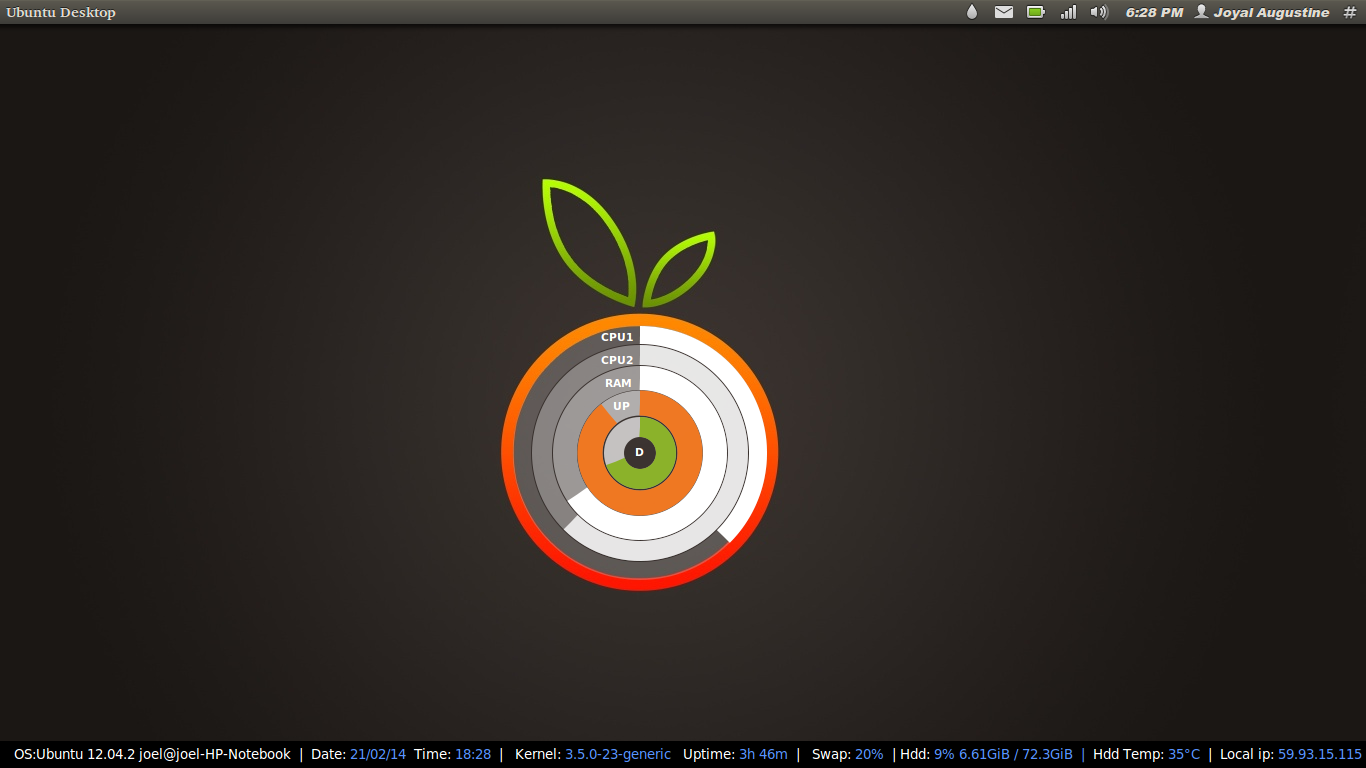
Conky na Ubuntu
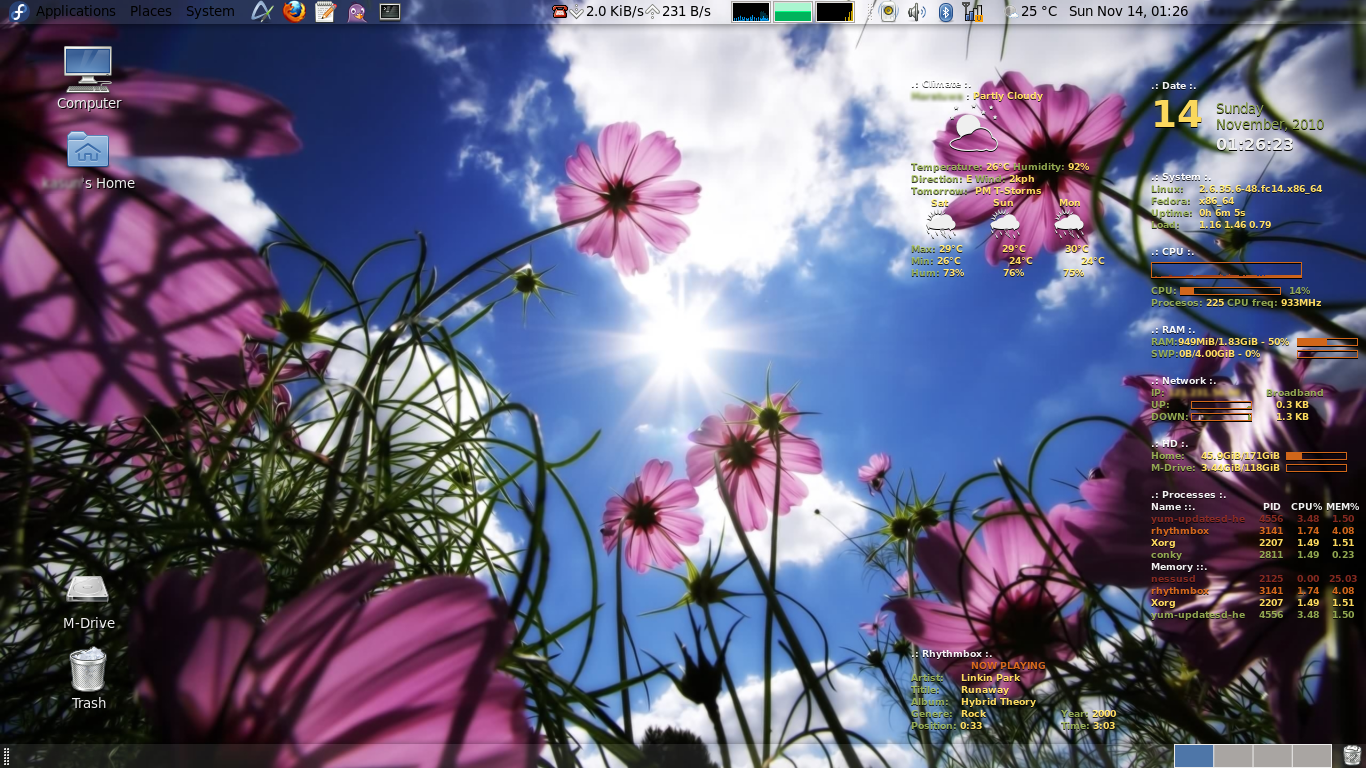
Conky na Fedoře 14 (Laughlin)